# Alan David
Alan David (Bognor Regis) is een Britse zanger, songwriter, producent en acteur uit de jaren 1960 en 1970.

## Carrière
Alan David nam verscheidene singles op voor Decca Records, daarna voor Emi Records van 1964 tot 1978. David speelde zichzelf als zanger in een band in de film Gonks Go Beat uit 1965. Ook presenteerde hij de BBC Two-tv-show Gadzooks, It's The In Crowd in juni 1965 met de zangeres Lulu.